# LNB Pro A de 2021–22
A Liga Francesa de Basquetebol de 2021–22 foi a 100ª edição da máxima competição francesa de basquetebol masculino, sendo a 34ª edição organizada pela Ligue Nationale de Basket (LNB).
Atualmente a liga recebe patrocínio e namings rights da empresa francesa Betclic, passando a denominar-se Betclic Élite.

## Equipes Participantes
| Equipe               | Localização          | Arena                           | Capacidade |
| -------------------- | -------------------- | ------------------------------- | ---------- |
| Boulogne-Levallois   | Levallois            | Palais des sports Marcel Cerdan | 2.814      |
| Bourg-en-Bresse      | Bourg-en-Bresse      | Ekinox                          | 3.548      |
| Châlons-Reims        | Reims                | Complexo René-Tys               | 3.000      |
| Cholet Basket        | Cholet               | La Meilleraie                   | 5.191      |
| Dijon                | Dijon                | Palácio de Esportes de Dijon    | 5.000      |
| Fos-sur-Mer          | Fos-sur-Mer          | Complexo Esportivo Parsemain    | 2.000      |
| Gravelines-Dunkerque | Gravelines           | Sportica                        | 3.500      |
| Le Mans              | Le Mans              | Antarès                         | 6.000      |
| Le Portel            | Le Portel            | Le Chaudron                     | 3.500      |
| Limoges              | Limoges              | Beaublanc                       | 6.000      |
| Lyon-Villeurbanne    | Villeurbanne         | Astroballe                      | 5.556      |
| Monaco               | Fontvieille (Mónaco) | Salle Gaston Médecin            | 3.700      |
| Nanterre             | Nanterre             | Palácio de Esportes de Nanterre | 3.000      |
| Orléans              | Orleães              | Palais des Sports               | 3.101      |
| Paris                | Paris                | Halle Georges Carpentier        | 5.000      |
| Pau-Lacq-Orthez      | Pau                  | Palácio de Esportes de Pau      | 7.707      |
| Roanne               | Roanne               | Halle André Vacherresse         | 4.989      |
| Strasbourg           | Estrasburgo          | Rhénus Sport                    | 6.200      |

 Equipes promovidas da LNB ProB na temporada 2020-21.

## Formato de Competição
Disputa-se Temporada Regular com as equipes enfrentando-se em casa e fora de casa, apurando os oito melhores que disputam os playoffs e os dois piores classificados são rebaixados para a ProB.

## Primeira Fase

### Calendário Temporada Regular
| Casa\Visitante       | BLG     | BRE   | REI     | CHO    | DIJ    | FOS    | GRA    | LEM    | LEP    | LIM    | LYO   | MON    | NAN     | ORL    | PAR     | PAU     | ROA     | STR     |
| -------------------- | ------- | ----- | ------- | ------ | ------ | ------ | ------ | ------ | ------ | ------ | ----- | ------ | ------- | ------ | ------- | ------- | ------- | ------- |
| Boulogne-Levallois   |         | 71-68 | 90-80   | 97-62  | 87-74  | 77-73  | 72-65  | 82-69  | 99-94  | 80-74  | 83-81 | 108-81 | 104-102 | 79-78  | 65-81   | 87-54   | 92-93   | 85-80   |
| Bourg-en-Bresse      | 73-80   |       | 97-98   | 86-100 | 81-88  | 85-96  | 66-81  | 79-65  | 83-86  | 79-66  | 62-68 | 88-63  | 80-87   | 84-75  | 93-70   | 73-83   | 95-82   | 65-57   |
| Châlons-Reims        | 71-105  | 93-80 |         | 89-80  | 75-81  | 81-72  | 77-102 | 64-79  | 106-73 | 71-101 | 64-92 | 90-107 | 73-104  | 73-75  | 109-77  | 77-86   | 105-84  | 106-98  |
| Cholet Basket        | 93-87   | 79-81 | 75-56   |        | 85-76  | 79-83  | 74-90  | 94-88  | 84-90  | 78-54  | 85-90 | 92-85  | 71-86   | 80-71  | 83-85   | 77-80   | 80-76   | 88-90   |
| Dijon                | 93-74   | 54-88 | 94-89   | 80-87  |        | 84-72  | 99-85  | 100-75 | 86-72  | 100-84 | 82-75 | 96-87  | 75-66   | 79-87  | 94-78   | 85-89   | 102-77  | 97-88   |
| Fos-sur-Mer          | 73-98   | 56-63 | 58-88   | 69-81  | 97-79  |        | 76-84  | 57-66  | 78-76  | 89-97  | 67-88 | 56-94  | 82-101  | 83-52  | 65-60   | 72-70   | 100-84  | 64-71   |
| Gravelines-Dunkerque | 79-88   | 55-92 | 96-76   | 86-88  | 67-76  | 74-72  |        | 87-98  | 101-58 | 72-53  | 86-96 | 66-82  | 87-83   | 87-90  | 90-82   | 90-95   | 82-70   | 83-95   |
| Le Mans              | 83-65   | 68-66 | 100-71  | 67-80  | 90-62  | 93-99  | 89-93  |        | 82-83  | 77-72  | 80-81 | 83-*84 | 86-75   | 79-60  | 95-82   | 100-106 | 82-75   | 88-80   |
| Le Portel            | 91-82   | 71-54 | 79-74   | 69-85  | 78-91  | 79-83  | 95-111 | 80-88  |        | 59-73  | 69-94 | 70-82  | 87-71   | 89-72  | 65-57   | 89-93   | 70-65   | 84-88   |
| Limoges              | 109-104 | 54-59 | 76-75   | 79-91  | 82-57  | 75-67  | 100-48 | 82-75  | 77-64  |        | 70-79 | 88-89  | 65-77   | 83-63  | 93-76   | 85-75   | 86-61   | 89-62   |
| Lyon-Villeurbanne    | 64-85   | 85-77 | 94-81   | 87-72  | 73-49  | 84-80  | 83-81  | 86-74  | 85-65  | 83-85  |       | 87-79  | 95-91   | 99-74  | 107-82  | 106-90  | 93-83   | 86-81   |
| Monaco               | 106-115 | 93-84 | 90-83   | 102-59 | 93-73  | 93-66  | 97-85  | 81-70  | 79-67  | 73-83  | 84-82 |        | 84-66   | 90-84  | 100-75  | 85-76   | 86-80   | 105-103 |
| Nanterre             | 76-104  | 65-66 | 83-78   | 79-71  | 79-88  | 74-85  | 88-86  | 88-98  | 98-82  | 88-87  | 74-80 | 87-83  |         | 118-73 | 104-107 | 101-77  | 82-86   | 77-74   |
| Orléans              | 84-90   | 84-82 | 110-111 | 88-81  | 66-77  | 82-74  | 91-77  | 98-89  | 71-76  | 80-65  | 73-87 | 61-74  | 95-81   |        | 75-93   | 69-76   | 98-84   | 71-104  |
| Paris                | 83-78   | 83-72 | 94-79   | 90-102 | 87-83  | 75-93  | 91-87  | 81-92  | 62-86  | 70-85  | 82-79 | 69-76  | 80-83   | 93-94  |         | 89-76   | 97-98   | 74-95   |
| Pau-Lacq-Orthez      | 71-86   | 71-79 | 92-67   | 76-87  | 82-55  | 76-74  | 87-82  | 87-77  | 75-70  | 66-69  | 88-85 | 66-74  | 75-78   | 94-85  | 86-88   |         | 109-105 | 88-76   |
| Roanne               | 85-76   | 91-89 | 99-78   | 105-81 | 96-100 | 101-76 | 88-79  | 72-84  | 89-86  | 70-93  | 82-91 | 75-80  | 91-98   | 94-76  | 99-92   | 87-103  |         | 90-87   |
| Strasbourg           | 87-81   | 88-92 | 99-85   | 73-74  | 82-60  | 80-69  | 78-68  | 89-81  | 79-82  | 97-66  | 82-74 | 99-90  | 80-67   | 90-75  | 82-87   | 82-76   | 93-88   |         |

### Classificação Fase Regular
| Pos. | Clube                | %V     | Jogos | Jogos | Jogos | Pontos | Pontos | %P+  | %P-  | Classificação           |
| Pos. | Clube                | %V     | J     | V     | D     | P+     | P-     | %P+  | %P-  |                         |
| ---- | -------------------- | ------ | ----- | ----- | ----- | ------ | ------ | ---- | ---- | ----------------------- |
| 1    | Lyon-Villeurbanne    | 76.5%  | 34    | 26    | 8     | 2919   | 2642   | 85.9 | 77.7 | Playoffs                |
| 2    | Monaco               | 73.5%  | 34    | 25    | 9     | 2951   | 2732   | 86.8 | 80.4 | Playoffs                |
| 3    | Boulogne-Levallois   | 70.6%  | 34    | 24    | 10    | 2956   | 2730   | 86.9 | 80.3 | Playoffs                |
| 4    | Limoges              | 58.8%  | 34    | 20    | 14    | 2700   | 2554   | 79.4 | 75.1 | Playoffs                |
| 5    | Dijon                | 58.8%  | 34    | 20    | 14    | 2769   | 2773   | 81.4 | 81.6 | Playoffs                |
| 6    | Pau-Lacq-Orthez      | 55.9%  | 34    | 19    | 15    | 2794   | 2791   | 82.2 | 82.1 | Playoffs                |
| 7    | Strasbourg           | 55.9%  | 34    | 19    | 15    | 2889   | 2755   | 85.0 | 81.0 | Playoffs                |
| 8    | Cholet Basket        | 52.9%  | 34    | 18    | 16    | 2778   | 2790   | 81.7 | 82.1 | Playoffs                |
| 9    | Le Mans              | 50,00% | 34    | 17    | 17    | 2810   | 2741   | 82.6 | 80.6 |                         |
| 10   | Nanterre             | 50,00% | 34    | 17    | 17    | 2877   | 2835   | 84.6 | 83.4 |                         |
| 11   | Bourg-en-Bresse      | 44.1%  | 34    | 15    | 19    | 2661   | 2606   | 78.3 | 76.6 |                         |
| 12   | Gravelines-Dunkerque | 38.2%  | 34    | 13    | 21    | 2792   | 2845   | 82.1 | 83.7 |                         |
| 13   | Roanne               | 38.2%  | 34    | 13    | 21    | 2905   | 3021   | 85.4 | 88.9 |                         |
| 14   | Le Portel            | 38.2%  | 34    | 13    | 21    | 2634   | 2797   | 77.5 | 82.3 |                         |
| 15   | Paris                | 38.2%  | 34    | 13    | 21    | 2772   | 2963   | 81.5 | 87.1 |                         |
| 15   | Fos-sur-Mer          | 35.3%  | 34    | 12    | 22    | 2576   | 2744   | 75.8 | 80.7 |                         |
| 17   | Orléans              | 35.3%  | 34    | 12    | 22    | 2680   | 2915   | 78.8 | 85.7 | Rebaixados para a Pro B |
| 18   | Châlons-Reims        | 29.4%  | 34    | 10    | 24    | 2793   | 3022   | 82.1 | 88.9 | Rebaixados para a Pro B |

## Playoffs

### Quartas de final
| Time 1             | Série | Time 2          | 1º Jogo  | 2º Jogo | 3º Jogo |
| ------------------ | ----- | --------------- | -------- | ------- | ------- |
| Lyon-Villeurbanne  | 2 - 1 | Cholet Basket   | 70 - 74  | 82 - 66 | 84 - 82 |
| Limoges            | 0 - 2 | Dijon           | 70 - 94  | 68 - 70 | -       |
| Monaco             | 2 - 1 | Strasbourg      | 87 - 100 | 97 - 95 | 94 - 65 |
| Boulogne-Levallois | 0 - 2 | Pau-Lacq-Orthez | 77 - 94  | 71 - 81 | -       |

### Semifinal
| Time 1            | Série | Time 2          | 1º Jogo | 2º Jogo  | 3º Jogo | 4º Jogo | 5º Jogo |
| ----------------- | ----- | --------------- | ------- | -------- | ------- | ------- | ------- |
| Lyon-Villeurbanne | 3 - 0 | Dijon           | 81 - 68 | 101 - 90 | 73 - 61 | -       | -       |
| Monaco            | 3 - 1 | Pau-Lacq-Orthez | 94 - 65 | 79 - 72  | 76 - 82 | 85 - 83 | -       |

### Final
| Time 1            | Série | Time 2 | 1º Jogo | 2º Jogo | 3º Jogo | 4º Jogo | 5º Jogo |
| ----------------- | ----- | ------ | ------- | ------- | ------- | ------- | ------- |
| Lyon-Villeurbanne | 3 - 2 | Monaco | 74 - 82 | 91 - 54 | 91 - 54 | 80 - 83 | 84 - 82 |

### Premiação
| Betclic Élite 2021-22        |
| ---------------------------- |
| Lyon-Villeurbanne 21º título |

## Clubes franceses em competições europeias
| Clube              | Competição        | Resultado                                                  |
| ------------------ | ----------------- | ---------------------------------------------------------- |
| Lyon-Villeurbanne  | EuroLiga          | Eliminado - 14º colocado na Temporada Regular com 8v - 20d |
| Monaco             | EuroLiga          | Eliminado - Quartas de finais para Olympiacos Pireu (2-3)  |
| Boulogne-Levallois | EuroCopa          | Eliminado - Quartas de finais para Valencia (85 - 98)      |
| Bourg-en-Bresse    | EuroCopa          | Eliminado - 9º colocado no Gr. B com 6v - 12d              |
| Strasbourg         | Liga dos Campeões | Eliminado - Quartas de finais para Hapoel Holon (0 - 2)    |
| Le Mans            | Liga dos Campeões | Eliminado - Fase classificatória para Parma (69 - 82)      |
| Dijon              | Liga dos Campeões | Eliminado - Segunda fase como 3º no Gr.I com 3v - 3d       |

## Rebaixamento para aLNB Pro B
- Orléans
- Châlons-Reims